# BKCP-Powerplus/Saison 2013
Dieser Artikel listet Erfolge und Fahrer des Radsportteams BKCP-Powerplus in der Saison 2013 auf.

## Erfolge in der UCI Europe Tour
In der Saison 2013 gelangen dem Team nachstehende Erfolge in der UCI Europe Tour.
| Datum          | Rennen                          | Kat. | Fahrer            |
| -------------- | ------------------------------- | ---- | ----------------- |
| 16. Juni       | 3. Etappe Boucles de la Mayenne | 2.2  | Marcel Meisen     |
| 25. Juli       | 3. Etappe Tour Alsace           | 2.2  | Philipp Walsleben |
| 28. Juli       | 6. Etappe Tour Alsace           | 2.2  | Marcel Meisen     |
| 19. August     | 1. Etappe Baltic Chain Tour     | 2.2  | Philipp Walsleben |
| 20. August     | 2. Etappe Baltic Chain Tour     | 2.2  | Marcel Meisen     |
| 19.–25. August | Gesamtwertung Baltic Chain Tour | 2.2  | Philipp Walsleben |

## Erfolge in der Cyclocross Tour
In den Rennen der Cyclocross-Saison 2012/13 gelangen dem Team nachstehende Erfolge.
| Datum         | Rennen                                                          | Fahrer                 |
| ------------- | --------------------------------------------------------------- | ---------------------- |
| 22. September | TOI TOI Cup, Loštice                                            | Radomír Šimůnek        |
| 30. September | Vlaamse Industrieprijs Bosduin, Kalmthout (U23)                 | Michael Vanthourenhout |
| 14. Oktober   | bpost bank Trofee – GP Mario De Clercq, Ronse-Kluisbergen       | Niels Albert           |
| 14. Oktober   | bpost bank Trofee – GP Mario De Clercq, Ronse-Kluisbergen (U23) | Michael Vanthourenhout |
| 28. Oktober   | UCI-Weltcup, Plzeň                                              | Niels Albert           |
| 1. November   | bpost bank Trofee – Koppenbergcross, Oudenaarde-Melden (U23)    | Michael Vanthourenhout |
| 3. November   | Grand Prix de la Région Wallonne, Dottignies                    | Niels Albert           |
| 10. November  | Jaarmarktcross Niel, Niel                                       | Niels Albert           |
| 11. November  | Superprestige Hamme-Zogge, Hamme-Zogge (U23)                    | David van der Poel     |
| 16. Dezember  | Soudal Cyclocross, Leuven                                       | Niels Albert           |
| 28. Dezember  | bpost bank Trofee – Azencross, Wuustwezel-Loenhout              | Niels Albert           |
| 30. Dezember  | Superprestige Diegem, Diegem                                    | Niels Albert           |
| 1. Januar     | bpost bank Trofee – Grote Prijs Sven Nys, Baal (U23)            | Wietse Bosmans         |
| 13. Januar    | Deutsche Meisterschaft, Bad Salzdetfurth                        | Philipp Walsleben      |
| 13. Januar    | Niederländische Meisterschaft, Tilburg (U23)                    | David van der Poel     |
| 26. Januar    | Cincinnati Kings International, Cincinnati                      | Niels Albert           |
| 9. Februar    | bpost bank Trofee – Krawatencross, Lille                        | Niels Albert           |
| 10. Februar   | Superprestige Hoogstraten, Hoogstraten (U23)                    | Wietse Bosmans         |
| 16. Februar   | Superprestige Middelkerke, Middelkerke (U23)                    | Michael Vanthourenhout |
| 17. Februar   | Internationale Cyclocross Heerlen, Heerlen                      | Niels Albert           |
| 23. Februar   | Cauberg Cyclocross, Valkenburg aan de Geul (U23)                | David van der Poel     |
| 24. Februar   | bpost bank Trofee – Internationale Sluitingsprijs, Oostmalle    | Niels Albert           |

## Zugänge – Abgänge
| Zugänge                      | Team 2012 | Abgänge                         | Team 2013                          |
| ---------------------------- | --------- | ------------------------------- | ---------------------------------- |
| Quentin Jauregui             | Neoprofi  | Radomír Šimůnek                 | Kwadro-Stannah Cycling Team        |
| Daan Hoeyberghs (ab 1. Juni) | Neoprofi  | Gianni Vermeersch (bis 31. Mai) | Sunweb-Napoleon Games Cycling Team |
|                              |           | Marcel Meisen (bis 31. August)  | Kwadro-Stannah Cycling Team        |

## Mannschaft
| Name                   | Geburtstag         | Nationalität |
| ---------------------- | ------------------ | ------------ |
| Jens Adams             | 5. Juni 1992       | Belgien      |
| Niels Albert           | 5. Februar 1986    | Belgien      |
| Wietse Bosmans         | 30. Dezember 1991  | Belgien      |
| Daan Hoeyberghs        | 18. September 1994 | Belgien      |
| Quentin Jauregui       | 22. April 1994     | Frankreich   |
| Lubomír Petruš         | 17. Juli 1990      | Tschechien   |
| David van der Poel     | 15. Juni 1992      | Niederlande  |
| Dieter Vanthourenhout  | 20. Juni 1985      | Belgien      |
| Michael Vanthourenhout | 10. Dezember 1993  | Belgien      |
| Philipp Walsleben      | 19. November 1987  | Deutschland  |